# ۳۵۸ (میلادی)
۳۵۸ (میلادی) سیصد و پنجاه و هشتمین سال تقویم میلادی است.

## درگذشتگان
‎